# Malte au Concours Eurovision de la chanson 1975
Malte a participé au Concours Eurovision de la chanson 1975 le 22 mars à Stockholm, en Suède. C'est la troisième participation de Malte au Concours Eurovision de la chanson.
Le pays est représenté par le chanteur Renato et la chanson Singing This Song sélectionnés par TVM au moyen d'une finale nationale.

## Sélection

### Malta Song Festival 1975
Le radiodiffuseur maltais, TVM (Television Malta), à travers la 14e édition du Malta Song Festival (en), sélectionne l'artiste et la chanson représentant Malte pour sa première participation à l'Eurovision.
Cette édition du Malta Song Festival, présentée par Norman Hamilton, a eu lieu le 5 février 1975 au TV-Centre à Blata L-Bajda. Mary Spiteri (en) l'une des participantes à la finale nationale représentera Malte par la suite en 1992.
Les chansons sont pour la première fois toutes interprétées en anglais, au lieu du maltais en 1971 et 1972, l'une des deux langues officielles de Malte.
Lors de cette sélection, c'est la chanson Singing This Song (en), interprétée par le chanteur maltais Renato Micallef (en), qui fut choisie, avec Vince Tempera comme chef d'orchestre.

#### Finale
| Ordre | Artiste           | Chanson                     | Traduction                        | Points | Place |
| ----- | ----------------- | --------------------------- | --------------------------------- | ------ | ----- |
| 1     | Mary Spiteri (en) | Live for Tomorrow           | Vis pour demain                   | 35     | 2     |
| 2     | Renato (en)       | A New World                 | Un nouveau monde                  | 3      | 5     |
| 3     | The Greenfields   | Chante une chanson d'amour? | Sing a Song of Love               | 8      | 4     |
| 4     | Mary Spiteri      | Try a Little Love Today     | Essaye un petit amour aujourd'hui | 12     | 3     |
| 5     | Renato            | Singing This Song (en)      | Chantant cette chanson            | 42     | 1     |

## À l'Eurovision

### Points attribués par Malte
| 12 points | Pays-Bas    |
| 10 points | Italie      |
| 8 points  | Royaume-Uni |
| 7 points  | France      |
| 6 points  | Suisse      |
| 5 points  | Luxembourg  |
| 4 points  | Irlande     |
| 3 points  | Allemagne   |
| 2 points  | Suède       |
| 1 point   | Monaco      |

### Points attribués à Malte
| 12 points    | 10 points | 8 points | 7 points                          | 6 points            |
| ------------ | --------- | -------- | --------------------------------- | ------------------- |
|              |           | - France | - Belgique                        |                     |
| 5 points     | 4 points  | 3 points | 2 points                          | 1 point             |
| - Luxembourg | - Suisse  |          | - Norvège - Turquie - Yougoslavie | - Israël - Pays-Bas |

Renato interprète Singing This Song en 10e position lors de la soirée du concours, suivant le Royaume-Uni et précédant la Belgique.
Au terme du vote final, Malte termine 12e sur les 19 pays, ayant reçu 32 points au total,.